# Longitarsus minimus
Longitarsus minimus is een keversoort uit de familie bladkevers (Chrysomelidae). De wetenschappelijke naam van de soort werd in 1863 gepubliceerd door Kutschera.